# Madame Du Barry (1917)
Madame Du Barry é um filme de drama mudo norte-americano de 1917, dirigido por J. Gordon Edwards e estrelado por Theda Bara. Foi baseado no romance francês Memoirs d’un médecin, de Alexandre Dumas.

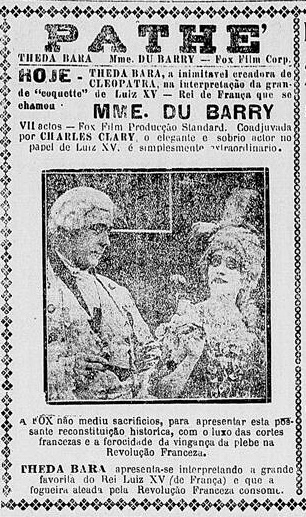
O filme Mme. Du Barry (Madame Du Barry) na revista Correio da Manhã (RJ) no Brasil.

Madame Du Barry foi lançado no Brasil com o título Mme. Du Burry em 21 de Setembro de 1919.

## Elenco
- Theda Bara como Madame Du Barry
- Charles Clary como rei Luís XV
- Fred Church como Cossé-Brissac
- Herschel Mayall como Jean DuBarry
- Genevieve Blinn como Duchess deGaumont
- Willard Louis como Guillaume DuBarry
- Hector Sarno como Lebel
- Dorothy Drake como Henriette
- Rosita Marstini
- Joe King
- James Conly como James Conley
- Al Fremont como A. Fremont

## Status de preservação
O filme atualmente é considerado perdido.
Muitos dos filmes de Theda foram destruídos em um incêndio ocorrido no Fox Studios, em 1937.

## Recepção

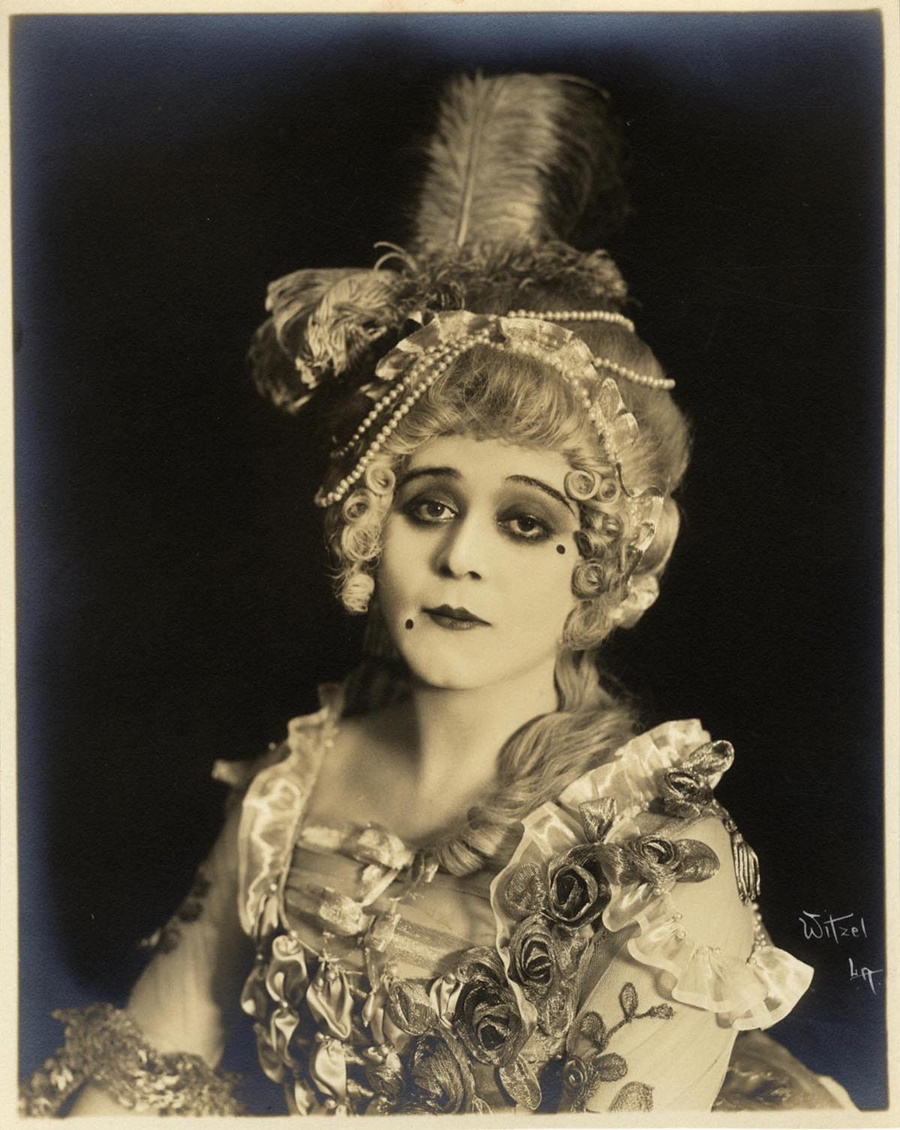
Theda Bara em Madame Du Barry.

Como muitos filmes americanos da época, Madame Du Barry foi sujeito a cortes por órgãos de censura de filmes municipais e estaduais. O Conselho de Censores de Chicago exigiu um corte de Madame Du Barry deitada na guilhotina e o close up da lâmina.